# Okręg Broye
Broye (fr. District de la Broye, niem. Broyebezirk, frp. le dichtri de la Brouye) – okręg w Szwajcarii, w kantonie Fryburg. Siedziba okręgu znajduje się w miejscowości Estavayer.
Okręg został utworzony 19 marca 1848. Składa się z 18 gmin (Gemeinde) o powierzchni 173,64 km² i o liczbie mieszkańców 35 161.

## Gminy
1. Belmont-Broye
2. Châtillon
3. Cheyres-Châbles
4. Cugy
5. Delley-Portalban
6. Estavayer
7. Fétigny
8. Gletterens
9. Les Montets
10. Lully
11. Ménières
12. Montagny
13. Nuvilly
14. Prévondavaux
15. Saint-Aubin
16. Sévaz
17. Surpierre
18. Vallon

## Zmiany administracyjne
- 1 stycznia 2000
  - utworzenie gminy Montagny z gmin Montagny-la-Ville i Montagny-les-Monts
- 1 stycznia 2004
  - utworzenie gminy Les Montets z gmin Aumont, Frasses, Granges-de-Vesin i Montet (Broye)
  - przyłączenie gminy Mannens-Grandsivaz do gminy Montagny
- 1 stycznia 2005
  - przyłączenie gminy Praratoud do gminy Surpierre
  - przyłączenie gminy Vesin do gminy Cugy
  - przyłączenie gminy Chapelle (Broye) do gminy Cheiry
  - utworzenie gminy Delley-Portalban z gmin Delley i Portalban
- 1 stycznia 2006
  - przyłączenie gmin Bollion i Seiry do gminy Lully
  - przyłączenie gmin Autavaux, Forel i Montbrelloz do gminy Vernay
- 1 stycznia 2012
  - przyłączenie gminy Font do gminy Estavayer-le-Lac
- 1 stycznia 2016
  - utworzenie gminy Belmont-Broye z gmin Domdidier, Dompierre, Léchelles i Russy
- 1 stycznia 2017
  - przyłączenie gminy Villeneuve do gminy Surpierre
  - utworzenie gminy Cheyres-Châbles z gmin Cheyres i Châbles
  - utworzenie gminy Estavayer z gmin Bussy, Estavayer-le-Lac, Morens, Murist, Vuissens i Vernay
- 1 stycznia 2021
  - przyłączenie gminy Cheiry do gminy Surpierre